# Luehea alternifolia
Luehea alternifolia är en malvaväxtart som först beskrevs av Philip Miller, och fick sitt nu gällande namn av David John Mabberley. Luehea alternifolia ingår i släktet Luehea och familjen malvaväxter. Inga underarter finns listade i Catalogue of Life.